# Municipio de Montana (condado de Labette)
El municipio de Montana (en inglés: Montana Township) es un municipio ubicado en el condado de Labette en el estado estadounidense de Kansas. En el año 2010 tenía una población de 164 habitantes y una densidad poblacional de 2,28 personas por km².

## Geografía
El municipio de Montana se encuentra ubicado en las coordenadas 37°14′58″N 95°6′45″O / 37.24944, -95.11250. Según la Oficina del Censo de los Estados Unidos, el municipio tiene una superficie total de 71.9 km², de la cual 70,47 km² corresponden a tierra firme y (1,99 %) 1,43 km² es agua.

## Demografía
Según el censo de 2010, había 164 personas residiendo en el municipio de Montana. La densidad de población era de 2,28 hab./km². De los 164 habitantes, el municipio de Montana estaba compuesto por el 93,29 % blancos, el 4,88 % eran amerindios y el 1,83 % eran de una mezcla de razas. Del total de la población el 0 % eran hispanos o latinos de cualquier raza.